# Scorpion (Schiff, 1861)
Die  Scorpion war ein Schiff der Jäger-Klasse, einer Klasse von insgesamt fünfzehn Dampfkanonenbooten II. Klasse der Königlich Preußischen Marine, der Marine des Norddeutschen Bundes sowie der Kaiserlichen Marine.

## Bau und Dienstzeit
Die Scorpion wurde Mitte 1859 bei der Stettiner Werft Domcke bestellt und lief dort am 14. Februar 1860 vom Stapel. Nach der Fertigstellung wurde das Schiff zum Stützpunkt der Kanonenboote auf den Dänholm gebracht und erst am 25. Juni 1861 in Dienst gestellt. Anlass war die Reise eines Schiffsverbandes in die Nordsee, bei der Hamburg und Bremen besucht wurde. Zu diesem Verband gehörten neben der Scorpion ihre Schwesterschiffe Jäger, Fuchs und Salamander, außerdem die Kanonenboote I. Klasse Camaeleon und Comet, der Schoner Hela sowie die als Flaggschiff fungierende Korvette Amazone. An die Nordseereise schlossen sich verschiedene Erprobungen an, bis die Scorpion schließlich am 15. Oktober wieder außer Dienst gestellt und auf dem Dänholm eingemottet wurde.
Im Zuge der Mobilmachung vor dem sich anbahnenden Deutsch-Dänischen Krieges wurde die Scorpion am 11. Februar 1864 wieder in Dienst gestellt und der I. Flottillen-Division zugeteilt. Das Kanonenboot nahm am 17. März am Seegefecht bei Jasmund gegen dänische Schiffe teil und wurde nach Kriegsende am 21. Oktober wieder außer Dienst gestellt. Im Folgejahr wurde das Schiff dem Minendepot in Kiel zugeteilt und dorthin verlegt, wobei die Scorpion zwei Ruderkanonenschaluppen im Schlepp hatte. Dies geschah jedoch ohne offizielle Indienststellung.
Während des Deutsch-Deutschen Krieges wurde die Scorpion in Dienst gehalten, ohne jedoch an Kampfhandlungen teilzunehmen. 1867 und 1868 wurde das Schiff als Stationstender in Kiel eingesetzt und diente der Ausbildung von Maschinenpersonal. Ab dem 3. Mai 1869 diente die Scorpion als Tender für das Artillerieschulschiff Thetis und wurde darüber hinaus vom 30. August bis zum 4. September bei Übungen der Panzerschiffe in der westlichen Ostsee eingesetzt.
Mit Ausbruch des Deutsch-Französischen Krieges stellte die Scorpion am 22. Juli 1870 in Dienst und wurde als Wachtschiff für Friedrichsort bestimmt, wo sie die gelegte Minensperre zu bewachen und ein Befahren dieser durch Handelsschiffe zu verhindern hatte. Am 24. Mai 1871 wurde das Schiff wieder außer Dienst gestellt, 1872 dann überholt, wobei die Kesselanlage erneuert und die bisherige Bewaffnung durch eine 15-cm-L/22-Ringkanone ersetzt wurde. Ein weiterer Einsatz des Schiffes erfolgte jedoch nicht.

## Verbleib
Die Scorpion wurde am 9. Januar 1877 aus der Liste der Kriegsschiffe gestrichen und in Kiel als Prahm aufgebraucht.
Als Ersatz für die Scorpion wurde das 1878 vom Stapel gelaufene Kanonenboot Hyäne gebaut.

## Kommandanten
| 25. Juni bis September 1861      | Leutnant zur See II. Klasse Ullfers                  |
| September bis 15. Oktober 1861   | Leutnant zur See II. Klasse Olberg                   |
| 11. Februar bis 21. Oktober 1864 | Fähnrich zur See / Leutnant zur See Emil von Rabenau |
| April bis September 1866         | unbekannt                                            |
| 21. Februar bis Oktober 1867     | unbekannt                                            |
| 28. Mai bis Oktober 1868         | unbekannt                                            |
| 3. Mai bis Juli 1869             | Unterleutnant zur See Jeschke                        |
| Juli bis 30. Oktober 1869        | Leutnant zur See Otto Herbig                         |
| 22. Juli 1870 bis 24. Mai 1871   | Leutnant zur See Becks                               |